# Brixia Tour 2008
Die 8. Brixia Tour ist ein Rad-Etappenrennen, das vom 23. bis 27. Juli 2008 stattfand. Es wurde in vier Etappen und zwei Halbetappen über eine Distanz von 814,1 Kilometern ausgetragen. Das Rennen zählt zur UCI Europe Tour 2008 und ist dort in die Kategorie 2.1 eingestuft.

## Etappen
| Etappe     | Tag      | Start – Ziel                  | km    | Etappensieger     | Gesamtwertung     |
| ---------- | -------- | ----------------------------- | ----- | ----------------- | ----------------- |
| 1a. Etappe | 23. Juli | Rottofreno – Orzinuovi        | 152,3 | Danilo Napolitano | Danilo Napolitano |
| 1b. Etappe | 23. Juli | Brescia (MZF)                 | 012,3 | Skil-Shimano      | Piet Rooijakkers  |
| 2. Etappe  | 24. Juli | Buffalora – Toscolano Maderno | 157,4 | Eddy Ratti        | Santo Anzà        |
| 3. Etappe  | 25. Juli | Darfo Boario Terme – Borno    | 151,1 | Gabriele Bosisio  | Santo Anzà        |
| 4. Etappe  | 26. Juli | Concesio – Passo del Maniva   | 156,5 | Santo Anzà        | Santo Anzà        |
| 5. Etappe  | 27. Juli | Pisogne – Darfo Boario Terme  | 184,5 | Mattia Gavazzi    | Santo Anzà        |